# Ama Ata Aidoo
Ama Ata Aidoo (Saltpond, Britse Goudkust, 23 maart 1942 – Accra, Ghana, 31 mei 2023) was een Ghanees schrijfster, dichteres, toneelschrijfster en academicus. Ze was de minister van Onderwijs in de regering van president Jerry Rawlings. In 2000 richtte ze de Mbaasem Stichting op om het werk van Afrikaanse vrouwelijke schrijfsters te promoten en ondersteunen.

## Biografie
Aidoo werd geboren op 23 maart 1942 in Saltpond in de regio Central van de voormalige kolonie Britse Goudkust, het huidige  Ghana. Sommige bronnen, waaronder Megan Behrent van Brown-universiteit en Africa Who's Who verklaren dat ze werd geboren op 31 maart 1940. Ze had een tweelingbroer, Kwame Ata.
Ze groeide op in een koninklijke Fante familie, de dochter van Nana Yaw Fama, hoofd van Abeadzi Kyiakor, en Maame Abasema. Ze groeide op in een tijd van herlevend Brits neokolonialisme in haar thuisland. Haar grootvader werd vermoord door neokolonialisten, wat de aandacht van haar vader vestigde op het belang van het voorlichten van de kinderen en families van het dorp over de geschiedenis en gebeurtenissen van die tijd. Dit bracht hem ertoe de eerste school in hun dorp te openen en het beïnvloedde Aidoo om naar de Wesley Girls' High School te gaan, waar ze voor het eerst besloot dat ze schrijver wilde worden.
Aidoo ging naar de Wesley Girls' Senior High School in Cape Coast van 1961 tot 1964. Na de middelbare school schreef ze zich in aan de Universiteit van Ghana, Legon waar ze de graad van Bachelor of Arts in het Engels behaalde en haar eerste toneelstuk schreef, The Dilemma of a Ghost in 1964. Het stuk werd het jaar daarop gepubliceerd door uitgeverij Longman, waardoor Aidoo de eerste Afrikaanse vrouwelijke toneelschrijver werd wier werk werd gepubliceerd.
Aidoo overleed in Accra, Ghana op 31 mei 2023 op 81-jarige leeftijd.

## Carrière
Aido werd in 1982 benoemd tot minister van Onderwijs onder de Provisional National Defence Council. Ze nam ontslag na 18 maanden, zich realiserend dat ze haar doel om onderwijs in Ghana vrij toegankelijk te maken voor iedereen niet zou kunnen bereiken. Ze belicht de rol van Afrikaanse vrouwen in de hedendaagse samenleving. Aido is van mening dat het idee van nationalisme door recente leiders is ingezet om mensen onderdrukt te houden. Ze heeft kritiek geuit op de geletterde Afrikanen die beweren van hun land te houden, maar zich laten verleiden door de verlokkingen van de Westerse wereld. Ze gelooft in een uitgesproken Afrikaanse identiteit, die ze bekijkt vanuit een vrouwelijk perspectief.
Ze werkte in de Verenigde Staten, waar ze een fellowship in creatief schrijven had aan de Stanford-universiteit, California. Ze werkte ook als research fellow aan het Institute of African Studies, Universiteit van Ghana en als docent Engels aan de Universiteit van Cape Coast, waar ze uiteindelijk de functie van hoogleraar bekleedde.
Aido heeft ook veel lesgegeven en maandenlang in het buitenland gewoond: in de Verenigde Staten, Groot-Brittannië, Duitsland en Zimbabwe.
In 1986 gaf ze in Londen de lezing Walter Rodney Visions of Africa, georganiseerd door de steungroep voor uitgeverij Bogle-L'Ouverture. Aidoo gaf begin jaren negentig verschillende cursussen Engels aan Hamilton College in Oneida County, New York. Ze was van 2003 tot 2010 gasthoogleraar aan de afdeling Africana Studies van Brown University.
Aidoo was beschermvrouw van de Etisalat Prize for Literature (samen met Dele Olojede, Ellah Wakatama Allfrey, Margaret Busby, Sarah Ladipo Manyika en Zakes Mda), opgericht in 2013 als platform voor Afrikaanse schrijvers van debuutboeken.

## Publicaties
- The Dilemma of a Ghost (toneelstuk), Accra: Longman, 1965. New York: Macmillan, 1971.
- Anowa (toneelstuk gebaseerd op een Ghanese legende), London: Longman, 1970. New York: Humanities Press, 1970.
- No Sweetness Here: A Collection of Short Stories, Longman, 1970.
- Our Sister Killjoy: or Reflections from a Black-eyed Squint (roman), Longman, 1977.
- Someone Talking to Sometime (collectie poëzie), Harare: College Press, 1986.
- The Eagle and the Chickens and Other Stories (kinderboek), Tana Press, 1986.
- Birds and Other Poems, Harare: College Press, 1987.
- An Angry Letter in January (poëzie), Dangaroo Press, 1992.
- Changes: a Love Story (roman), The Women's Press, 1991.
- The Girl Who Can and Other Stories, Heinemann African Writers Series, 1997.
- Diplomatic Pounds & Other Stories, Ayebia Clarke Publishing, 2012.

### Als redacteur
- African Love Stories: An Anthology, Ayebia Clarke Publishing, 2006.

### Nederlandse vertaling
- Keuzes: een liefdesroman, Amsterdam: In de Knipscheer, 1994 en Amsterdam: Muntinga, 1997.

## Prijzen en erkenning
Door Aidoo ontvangen prijzen zijn onder meer de 1992 Commonwealth Writers' Prize voor beste boek (Afrika) voor haar roman Changes. Ze ontving een Fulbright Scholarship-prijs in 1988 en de Mbari Press-prijs voor korte verhalen.
De Aidoo-Snyder Book Prize, toegekend door de Women's Caucus of the African Studies Association voor een uitmuntend boek uitgebracht door een vrouw die de ervaringen van Afrikaanse vrouwen beschrijft, is genoemd als eerbetoon aan Ama Ata Aidoo en Margaret C. Snyder, oprichter en directeur van het United Nations Development Fund for Women (UNIFEM).
Het in maart 2017 gelanceerde Ama Ata Aidoo Centre for Creative Writing (Aidoo Centre), onder auspiciën van de Kojo Yankah School of Communications Studies aan de African University College of Communications (AUCC) in Adabraka, Accra, werd naar haar vernoemd: het eerste centrum in zijn soort in West-Afrika, met Nii Ayikwei Parkes als directeur.
Ze is het onderwerp van een documentaire uit 2014, The Art of Ama Ata Aidoo, van Yaba Badoe.

## Secundaire literatuur
- Anne V. Adams (ed.), Essays in Honour of Ama Ata Aidoo at 70: A Reader in African Cultural Studies. Ayebia Clarke Publishing, 2012.
- Nafeesah Allen, "Negotiating with the Diaspora: an Interview with Ama Ata Aidoo", Scholar & Feminist Online, 2009.
- Ada Uzoamaka Azodo and G. Wilentz, Emerging Perspectives on Ama Ata Aidoo, Africa Research & Publications, 1999.
- Aditya Misra, "Death in Surprise: Gender and Power Dynamics in Ama Ata Aidoo's Anowa". Journal of Drama Studies, Vol. 6, No. 1, 2012, pp. 81–91.
- Vincent O. Odamtten, The Art of Ama Ata Aidoo: Polylectics and Reading Against Neocolonialism. University Press of Florida, 1994.
- Esther Pujolràs-Noguer, An African (Auto)biography. Ama Ata Aidoo's Literary Quest: Strangeness, nation and tradition, Lap Lambert Academic Publishing, 2012.
- Roos-Marie Tummers, "Drie schrijfsters uit West-Afrika : 'Het kolonialisme heeft ons tot onlogische wezens gemaakt'", Lover, Vol. 17, No. 3 (sep. 1990), p. 158-164.
- Judith Uyterlinde, "De dilemma's van een moderne Afrikaanse vrouw : Ama Ata Aidoo", Onze wereld, Vol. 37, No. 12 (dec. 1994), p. 67-69.
- Jan Kees van de Werk, "Liefde laat de wereld draaien", HN-Magazine, Vol. 50, No. 19 (14 mei. 1994), p. 6-9.

- Bibsys: 90098808
- Biblioteca Nacional de España: XX5453743
- Bibliothèque nationale de France: cb120835366 (data)
- Catàleg d'autoritats de noms i títols de Catalunya: 981060960155706706
- CiNii: DA04811694
- Digitale Bibliotheek voor de Nederlandse Letteren: aido001
- Gemeinsame Normdatei: 119250934
- International Standard Name Identifier: 0000 0001 0862 6567
- Library of Congress Control Number: n50033582
- MusicBrainz: 63600545-ed32-44b0-bbc6-9080896edd41
- Bibliotheek van het Japanse parlement: 00744284
- Nationale bibliotheek van Australië: 36235944
- Nationale Bibliotheek van Israël: 987007270696105171
- Nederlandse Thesaurus van Auteursnamen: 067577881
- Réseau des bibliothèques de Suisse occidentale: 02-A002912827
- LIBRIS: 299162
- Système universitaire de documentation: 029149657
- Trove: 1234522
- Virtual International Authority File: 2496581
- WorldCat: E39PBJxGQkWpwFmm6HwjmDBHG3